# 조성필
조성필(1999년 8월 2일 ~ )은 대한민국의 뮤지컬 배우다. 2023년 뮤지컬 '결투'로 데뷔했다.

## 방송
- 2020 DIMF 뮤지컬 스타 (2020) - Top16

## 공연
- 결투 (2023) - 맹도 외 역
- 백작 (2023) - V 역
- 결투 (2023~2024) - 비룡 역
- 이솝이야기 (2024) - 위스퍼(바람) 역
- 협객외전 (2024) - 취선 역
- 트루스토리 (2024) - 니키 역